# Tullett Prebon
Tullett Prebon ist einer der weltweit größten Inter-Dealer-Broker (IDB) mit Sitz in London. Die Aktien der Firma werden an der London Stock Exchange gehandelt. Tullett Prebon war Mitglied im FTSE 250 Index.

## Geschichte
Das Unternehmen wurde im Jahr 1971 von Derek Tullett unter dem Namen Tullett & Riley als Broker für den Devisenmarkt gegründet. Im Laufe der 70er und 80er Jahre wurden weltweit zahlreiche Niederlassungen eröffnet. Im Jahr 1999 fusionierte Tullett & Riley mit Liberty Brokerage zu Tullett Liberty. Im Frühjahr 2003 wurde das Unternehmen vom Finanzdienstleister Collins Stewart Plc gekauft und in Collins Stewart Tullett Plc benannt.
Im Oktober 2004 erwarb das Unternehmen Prebon Yamane, einen in London ansässigen Broker, der im Jahr 1990 durch die Fusion von Babcock & Brown, Kirkland-Whittaker und Fulton Prebon entstand.
Im Dezember 2006 wurde das Unternehmen in zwei getrennte Einheiten aufgespalten: Collins Stewart und Tullett Prebon. Im Januar 2007 erwarb Tullett Prebon zudem den US-Broker Chapdelaine.

## Geschäftstätigkeit
Das Unternehmen ist als Zwischenhändler im Großkundengeschäft tätig und unterstützt die Handelsaktivitäten seiner Kunden, insbesondere von Kreditbanken und Investmentbanken. Erhält eine Bank einen Handelsauftrag von einem Privatkunden, den sie nicht in ein Orderbuch einer Börse platzieren kann, kann sie dieses Geschäft außerbörslich (OTC-Handel) an Tullett Prebon antragen. Neben den Erträgen aus dem Wertpapierhandel vermarktet Tullett Prebon die durch den OTC-Handel entstehenden Preise mit seiner Tochterfirma Tullett Prebon Information.
Weil Tullett Prebon als Zwischenhändler zwischen Finanzinstituten, die nicht über ein Orderbuch einer Börse handeln, einen Preis ermittelt, sind diese Daten besonders wertvoll für institutionelle Investoren bei der Bewertung von illiquiden Instrumenten.

## Wettbewerber
- ICAP
- RP Martin
- BGC Partners (ein Tochterunternehmen von Cantor Fitzgerald)
- Tradition
- GFI Group